# Lipstick Building
El Lipstick Building (también conocido como 53rd at Third) es un rascacielos de 148 metros de alto situado en el 885 de la Tercera Avenida, entre East 53rd Street y 54th Street, enfrente del Citigroup Center en Manhattan, Nueva York, Estados Unidos. Fue terminado en 1986 y tiene 34 pisos. El edificio fue diseñado por John Burgee Architects con Philip Johnson. El edificio recibe su nombre por su forma y color, que se asemejan a un tubo de lápiz labial o lipstick en inglés.
La empresa propietaria del edificio, Metropolitan 885 Third Avenue LLC, se declaró en quiebra en 2010, después de pagar en exceso por el inmueble.

## Descripción

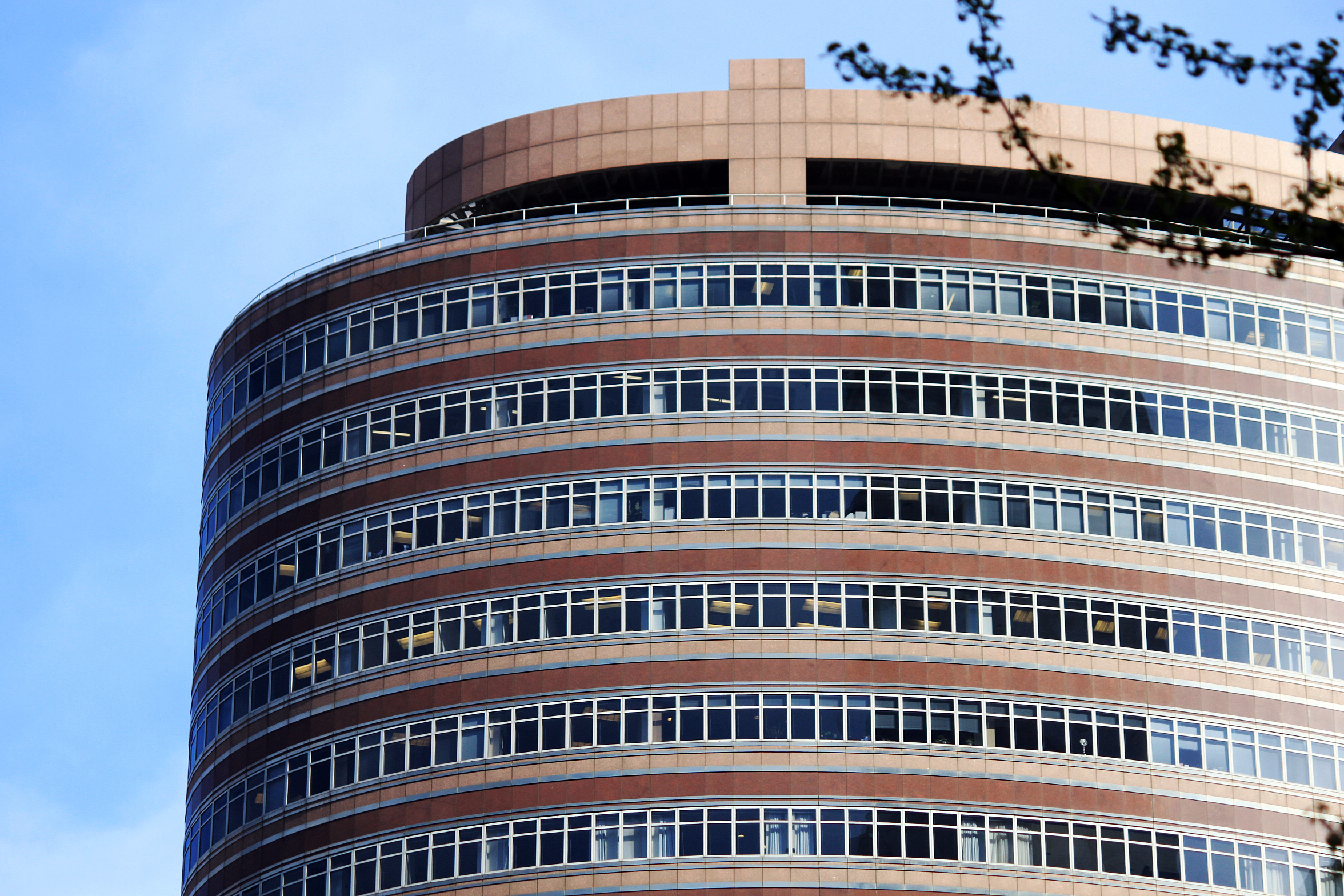
Detalle de la parte superior del edificio.

La fachada del edificio presenta tres retranqueos en cumplimiento de las leyes de zonificación de Manhattan, por el que los edificios deben apartarse de la calle dentro de su dimensión espacial envolvente, para aumentar la disponibilidad de luz a nivel de calle. El resultado es una forma que parece como si se pudiera retraer telescopicamente. La forma de la planta, que es inusual en comparación con los edificios circundantes, ocupa menos que un rascacielos de planta cuadrangular. Esto proporciona más espacio para el tránsito de personas a lo largo de la Tercera Avenida.
En la base, el edificio se levanta sobre columnas que sirven de entrada a un gran vestíbulo posmoderno. Tienen dos pisos de altura y separan la calle del vestíbulo de nueve metros de alto. Debido a que los ascensores y escaleras de emergencia se encuentran en la parte trasera del edificio, esta zona está vacía.
El exterior del edificio es un muro cortina de granito rojo esmaltado y acero. Las ventanas tienen marcos de color gris . Entre piso y piso hay una fina franja roja que recuerda al color rojo de una barra de labios. La curvatura de la construcción permite que la luz se refleje en la superficie en diferentes lugares.

## Inquilinos notables
Los arquitectos del edificio, John Burgee y Philip Johnson, trasladaron la sede de su empresa aquí en 1986. En 1991, los dos dejaron de ser socios y Johnson se trasladó a un espacio más pequeño en el edificio.
Bernard L. Madoff Investment Securities alquiló las plantas 17 a 19. Madoff fraguó su estafa piramidal de $65 mil millones de dólares desde el piso 17, ocupado por no más de 24 empleados.
En 2011, una exposición de arte ocupó los pisos 14 y 15 del edificio. Los artistas participantes no sólo trajeron sus propias obras y materiales, sino que también utilizaron las estructuras existentes y las posesiones olvidadas de los últimos inquilinos para conectar con el nuevo lugar de trabajo.
La ubicación se identifica ahora con el nombre del inquilino más importante del edificio, la firma internacional de abogados Latham & Watkins.
En abril de 2013, la firma de abogados LeClairRyan consolidó sus dos oficinas de Nueva York en el piso 16.